# Nennslingen
Nennslingen ist ein Markt im mittelfränkischen Landkreis Weißenburg-Gunzenhausen und der Sitz der Verwaltungsgemeinschaft Nennslingen.

## Geografie

### Geografische Lage
Der Markt liegt im Nordosten des Landkreises in der Region Westmittelfranken und etwa 13 Kilometer östlich der Kreisstadt Weißenburg in Bayern. Er befindet sich auf einer Hochfläche der Weißenburger Alb, einem Teilhöhenzug des Mittelgebirges Fränkische Alb und ist von einer weiten Offenlandschaft geprägt. Nordöstlich des Ortsteils Biburg befindet sich der östlichste Punkt des Landkreises Weißenburg-Gunzenhausen. Im Nordosten verläuft die Grenze zum benachbarten Landkreis Roth, im Südosten zum Landkreis Eichstätt in Oberbayern. Das Gemeindegebiet liegt zwischen etwa 490 und 576,3 Meter (Kesselberg) über dem Meeresspiegel. Die Anlauter durchfließt in ihrem Tal die Gemeinde und auch den Hauptort. Sie wird innerhalb des Gemeindegebiets vom Hirschgraben und vom Erlenbach gespeist.
Der Ort Nennslingen liegt auf einer Höhe von 523 m ü. NHN und wird von der Anlauter in eine westliche und eine östliche Hälfte geteilt. Am nördlichen Ortsrand befindet sich der Schwabenweiher. Nördlich von Nennslingen liegt das Feuchtgebiet des Erlenbaches. Durch Nennslingen führt die Staatsstraße 2227 in Richtung Weißenburg und die Kreisstraße WUG 14.

### Gemeindegliederung
Es gibt 8 Gemeindeteile (in Klammern ist der Siedlungstyp angegeben):
- Biburg (Kirchdorf)
- Gersdorf (Kirchdorf)
- Kohlmühle (Einöde)
- Nennslingen (Hauptort)
- Panzermühle (Einöde)
- Schwabenmühle (Einöde)
- Steinmühle (Einöde)
- Wengen (Kirchdorf)

Die Einöden Kappelhof und Waldmühle sind keine amtlich benannten Gemeindeteile.
Es gibt auf dem Gemeindegebiet die Gemarkungen Biburg, Gersdorf, Nennslingen und Wengen. Die Gemarkung Nennslingen hat eine Fläche von 8,083 km². Sie ist in 1540 Flurstücke aufgeteilt, die eine durchschnittliche Flurstücksfläche von 5248,95 m² haben. In ihr liegen neben dem namensgebenden Ort die Gemeindeteile Kohlmühle, Panzermühle, Schwabenmühle und Steinmühle.

## Geschichte

### Bis zur Gemeindegründung

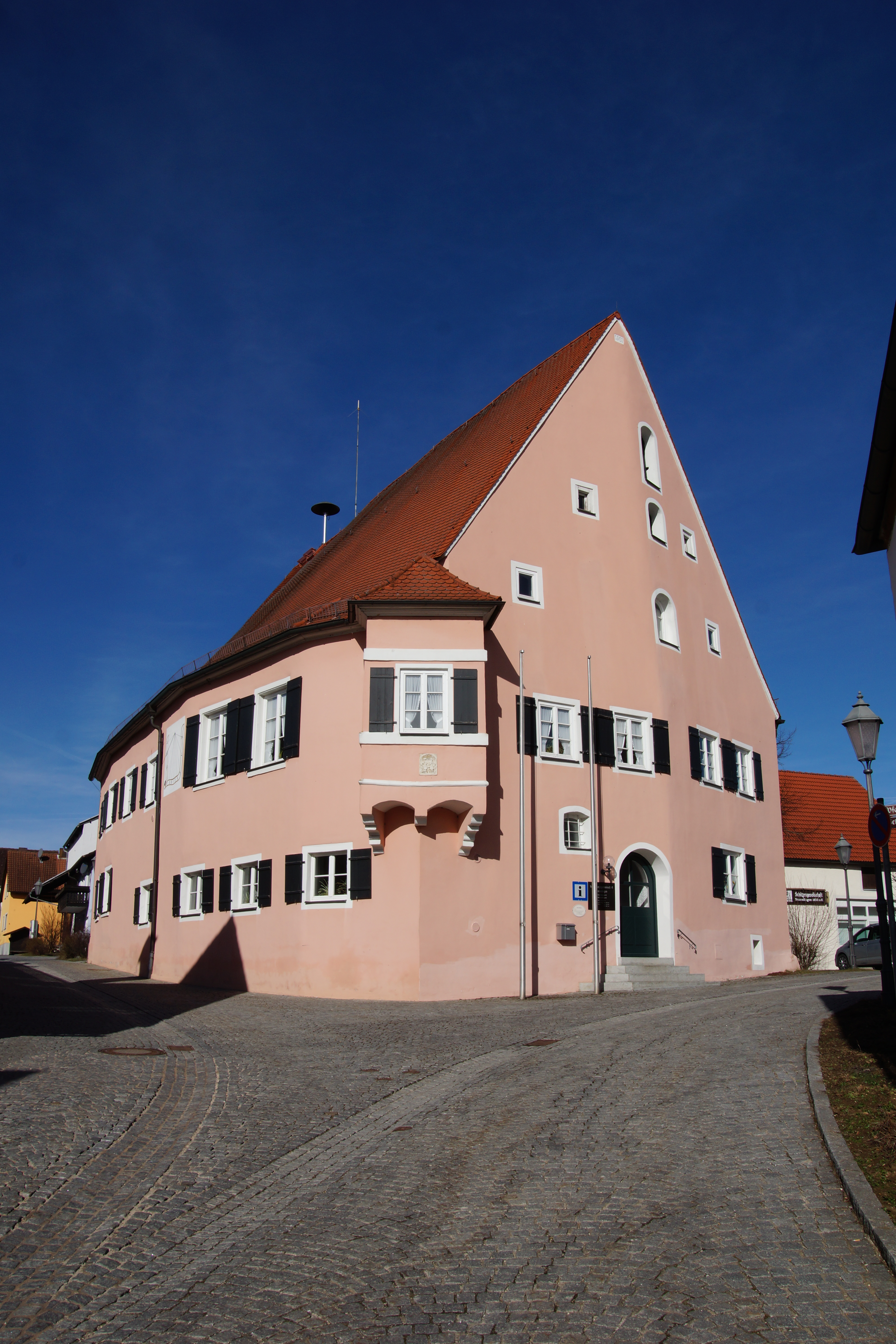
Rathaus von Nennslingen

Die Gründung als Ort erfolgte etwa zwischen 400 und 450 durch die Juthungen. Die erste urkundliche Erwähnung erfolgte im Jahr 914. Unter dem Eichstätter Bischof Gundekar II. wurde im 11. Jahrhundert eine Kirche geweiht. Der Nachfolgebau, eine Marienkirche, war im Mittelalter und auch nach der Reformation noch eine beliebte Wallfahrtsstätte; Gnadenbild war das „Maria hilf“-Bild, das seit der Reformation in einem verschlossenen Kasten auf einem Seitenaltar untergebracht war und in bayerischer Zeit 1811 nach einer öffentlichen Versteigerung in die Pfarrkirche von Raitenbuch kam.
Die Herrschaft über den Ort teilten sich das Fürstentum Ansbach und die Schenken von Geyern. Die Rechte des preußischen Fürstentums Ansbach fielen vor der Rheinbundakte 1806 durch Tausch an das Königreich Bayern. Die Herrschaftsrechte der Schenken von Geyern im Markt Nennslingen wurden ebenfalls 1806 mediatisiert.
Im 13. Jahrhundert versuchten die Schenken von Geyern, sich ein eigenes Herrschaftsgebiet mit Nennslingen als Mittelpunkt aufzubauen. Im Jahre 1539 erfolgte die Erhebung Nennslingens zum Markt. Am 27. August 1582 wurde dem Markt von Kaiser Rudolf II. ein Wappen verliehen. Die Verleihungsurkunde ist noch im Besitz der Gemeinde. Im Jahre 1562 führte der Ortsherr Konrad von Ehenheim auf Verlangen der Gemeinde die Reformation ein. Im Dreißigjährigen Krieg wurde der Ort fast völlig entvölkert. Im Jahre 1640 wanderten Exulanten aus Österreich ein. Zu Beginn des 19. Jahrhunderts verarmte Nennslingen infolge der Kriegslasten aus den Jahren 1805 bis 1815. Im Zuge der Verwaltungsreformen in Bayern entstand mit dem Gemeindeedikt von 1818 die damalige Gemeinde.

### 20. Jahrhundert
Weitere Daten: 1954 Bau der Wasserleitung, 1957/58 Bau der katholischen Kirche Mariä Namen (seit 1960 Filialkirche von Pfraunfeld), da die Zahl der Katholiken nach dem Zweiten Weltkrieg durch Heimatvertriebene stark zugenommen hatte, von 1960 bis 1966 Flurbereinigung. 1978 wurde der Markt Nennslingen Sitz der Verwaltungsgemeinschaft Nennslingen.

### Eingemeindungen
Seit dem 1. Mai 1978 sind die Gemeinden Markt Nennslingen, Biburg, Gersdorf und Wengen im Zuge der Gemeindegebietsreform im Markt Nennslingen vereinigt.

### Einwohnerentwicklung
Gemeinde Nennslingen
| Jahr      | 1961 | 1970 | 1987 | 1991 | 1995 | 2000 | 2005 | 2010 | 2015 | 2020 |
| --------- | ---- | ---- | ---- | ---- | ---- | ---- | ---- | ---- | ---- | ---- |
| Einwohner | 1410 | 1467 | 1294 | 1464 | 1467 | 1483 | 1405 | 1360 | 1385 | 1402 |

Ort Nennslingen
- 1861: 653 Einwohner, 172 Gebäude[8]
- 1950: 913 Einwohner, 138 Wohngebäude[9]
- 1961: 803 Einwohner, 152 Wohngebäude[10]
- 1987: 778 Einwohner, 213 Gebäude mit Wohnraum[11]

## Politik

### Gemeinderat
Die Gemeinderatswahlen seit 2014 ergaben folgende Stimmenanteile und Sitzverteilungen:
| Partei/Liste            | 2020    | 2020    | 2014   | 2014   |
| Partei/Liste            | %       | Sitze   | %      | Sitze  |
| ----------------------- | ------- | ------- | ------ | ------ |
| Wählergruppe A          | 63,28   | 8       | 68,8   | 8      |
| Vereinigte Wählergruppe | 36,72   | 4       | 32,4   | 4      |
| Wahlbeteiligung         | 69,38 % | 69,38 % | 68,8 % | 68,8 % |

### Bürgermeister
Erster Bürgermeister ist Bernd Drescher.

### Wappen
| Wappen von Nennslingen | Blasonierung: „Aus dem offenen Tor einer goldenen Zinnenmauer quellend silbernes und blaues Wasser, das den Schildfuß füllt; über der Mauer gespalten; vorne in Schwarz ein silberner Balken, hinten geteilt von Schwarz und Silber.“ |
| Wappen von Nennslingen | Wappenbegründung: Im Jahr 1582, erhielt der Markt von Kaiser Rudolf II. das Wappen. Die Wappen der beiden damaligen Herrschaftsinhaber, der Herren von Ehenheim und der Schenk von Geyern, stehen in der oberen Hälfte. Die Mauer und das Wasser stellen die Quelle der Anlauter dar (siehe Bild links). König Ludwig I. verlieh 1844 das Wappen erneut. Otto Hupp stellte die Mauer, deren Farbe nicht festgelegt war, in seinem Wappenbuch rot dar, während im ursprünglichen Wappenbrief eine „erdfarbene“ Mauer festgelegt war. 1983 wurde die Farbe der Mauer offiziell als Gold definiert, da heutzutage in der Heraldik für gewöhnlich kein Braun oder Erdfarben verwendet wird. Die teilweise noch mit einer roten Mauer kursierenden Darstellungen entsprechen daher nicht dem offiziellen Wappen. |

## Kultur und Sehenswürdigkeiten

### Regelmäßige Veranstaltungen
Von 2003 bis 2015 fand in Nennslingen jedes Jahr Anfang August das Playground Open Air Festival mit bekannten Bands wie Betontod, Normahl, MC Fitti, Dendemann oder Slime statt.

## Wirtschaft und Infrastruktur
Die Gemeindesteuereinnahmen betrugen im Jahr 2022 umgerechnet 1.318.000 Euro, davon waren 296.000 Euro Gewerbesteuereinnahmen (netto).

### Wirtschaft einschließlich Land- und Forstwirtschaft
Im Jahr 2022 gab es nach der amtlichen Statistik in der Land- und Forstwirtschaft fünf und in sonstigen Wirtschaftsbereichen 140 Personen sozialversicherungspflichtig Beschäftigte am Arbeitsort. Sozialversicherungspflichtig Beschäftigte am Wohnort gab es insgesamt 600. Im verarbeitenden Gewerbe und im Bauhauptgewerbe gab es je einen Betrieb. Zudem bestanden im Jahr 2020 40 landwirtschaftliche Betriebe mit einer landwirtschaftlich genutzten Fläche von 1526 ha, davon waren 857 ha Ackerfläche und 669 ha Dauergrünfläche.

### Verkehr
Etwa 1,8 südöstlich des Zentrums liegt im Gemeindeteil Gersdorf das Ultraleichtfluggelände Gersdorf.

### Bildung
Es gibt folgende Einrichtungen (Stand 2023):
- einen Kindergarten mit 95 Plätzen und 95 Kindern
- Eine Volksschule mit 13 Lehrern und 218 Schülern. Diese vom Schulverband der Gemeinden Nennslingen, Bergen, Burgsalach und Raitenbuch betriebene Volksschule wurde zum Schuljahr 2011/2012 in eine Grund- und Mittelschule umgewandelt. Auf Grund der zurückgehenden Schülerzahlen wurde die Mittelschule zum Ende des Schuljahres 2013/14 aufgelöst, so dass nur eine Grundschule mit den Klassen 1 bis 4 verblieb.[16]

## Persönlichkeiten
- Karl Mack von Leiberich (1752–1828), österreichischer General und Feldmarschall-Leutnant
- Michael Gerstner (1896–1977), deutscher Politiker (NSDAP)
- Roland Klick (* 1939), deutscher Regisseur. Klick wuchs in Nennslingen auf. In Nennslingen drehte er 1964 mit Otto Sander den Kurzfilm „Ludwig“.[17]